# Graf DK 37

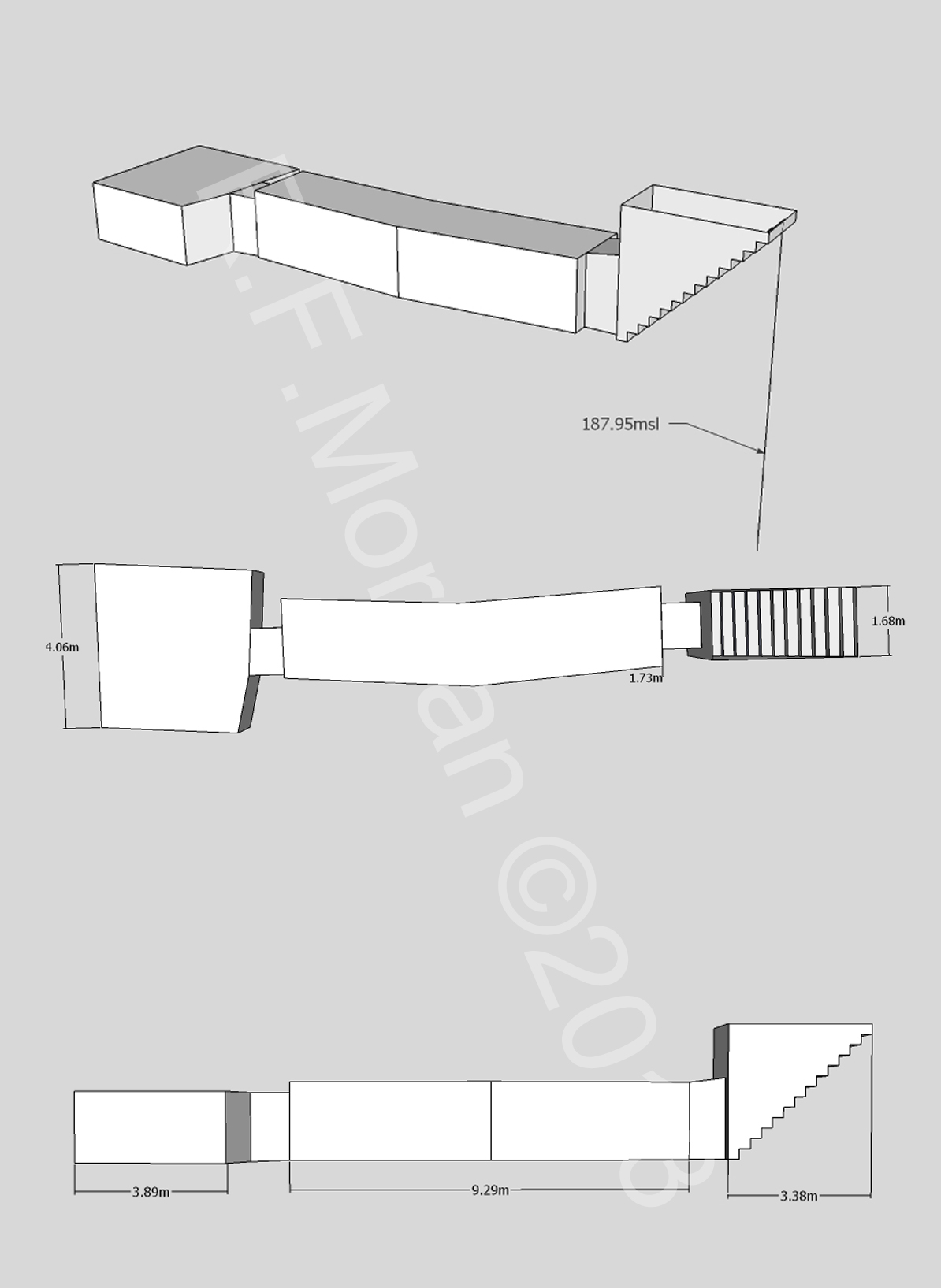
Schematische weergave van graf DK 37

Graf DK 37 is een graf uit de Vallei der Koningen. Het graf werd ontdekt door Victor Loret in 1899. Het is erg beschadigd en het blijft onduidelijk voor wie het werd gebouwd. Botfragmenten wijzen erop dat het graf wel gebruikt is geweest.